# کورنوکوپیا (ویسکانسین)
کورنوکوپیا (به انگلیسی: Cornucopia) یک منطقهٔ مسکونی در ایالات متحده آمریکا است که در ویسکانسین واقع شده‌است. کورنوکوپیا ۹۸ نفر جمعیت دارد و ۱۸۹٫۸۹ متر بالاتر از سطح دریا واقع شده‌است.